# Нюра (памятник)
«Ню́ра» — памятник крестьянке, жене «врага народа», установленный в 2016 году в деревне Засосье Сланцевского района Ленинградской области (скульптор Александр Спиридонов). Создан по заказу жителей деревни на средства премии «Гражданская инициатива». Входит в состав мемориального комплекса «Невиновные», посвящённого жертвам политических репрессий.

## Описание
Памятник изображает женщину-крестьянку, которая стоит с младенцем на руках, ребёнок постарше стоит рядом, держа её за подол. Женщина смотрит вдаль, словно ожидая возвращения мужа.
Согласно описанию на официальном сайте деревни Засосье:
«Нюра» — это памятник женщинам, пережившим годы репрессий, войны, коллективизации. Тем, кто растил детей без отцов, пахал землю, впрягаясь вместо лошадей. Тем, кто до кровяных мозолей работал на государство, объявившее их врагами народа и разрушившее их семьи.
Памятник установлен в деревне на частной территории; обсуждается перенос его на муниципальную землю для придания памятнику официального статуса.

## История
По инициативе жителей деревни Засосье с 2013 года в деревне ведётся строительство мемориального комплекса «Невиновные», посвящённого жертвам политических репрессий. 30 октября 2015 года был открыт Дом памяти невиновных, где хранится книга памяти с именами жертв политических заключённых.
В 2015 году проект «Невиновные» был удостоен национальной премии «Гражданская инициатива» — 200 тысяч рублей в номинации «Память» (сохранение памяти о репрессированных жителях деревни Засосье в Ленинградской области). На эти средства было решено создать памятник крестьянке, муж которой был репрессирован и которая осталась растить детей одна наряду с такими же оставшимися без мужей жёнами. Прототипом образа Нюры стала Анна Николаевна Галактионова, крестьянка Засосья, муж которой был репрессирован, и которая позже, во время войны, стала председателем колхоза. Всего, по словам инициаторов создания памятника, в 1937 году в Засосье были арестованы 30 мужчин, из которых через 10 лет, в 1947 году, в деревню вернулись лишь трое, в том числе муж Анны Николаевны Григорий.
Автором памятника стал 27-летний скульптор и реставратор Александр Спиридонов, выпускник факультета искусств Петербургского университета, основатель и преподаватель школы Sculpt Art.
Памятник был открыт 1 октября 2016 года. Он установлен у дома № 5, где в начале XX века располагалось правление колхоза. Планируется установка рядом памятника мужу Анны Галактионовой, Григорию Григорьевичу Галактионову, как символу всех жертв сталинских репрессий.
Владимир Познер в конце выпуска своей телепередачи от 10 октября 2016 года упомянул об открытии памятника Нюре, назвав его «совершенно замечательным событием».